# Masulipatão

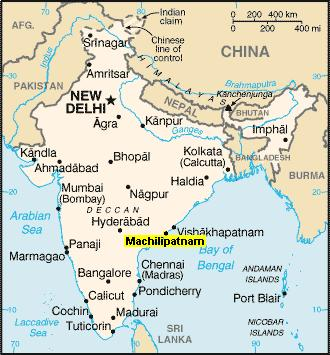
Localização da cidade

Masulipatão (Machilipatnam em hindi) é uma cidade do estado de Andra Pradexe, na Índia. É a sede administrativa do distrito de Krishna. É também a sede do mandal de Masulipatão na divisão de Masulipatão. Localiza-se na foz do rio Krishna, no golfo de Bengala. Em 2011, tinha uma população de 232 mil habitantes.
A cidade é antiga, existente desde pelo menos o século III a.C. (período Satavahana). Segundo Ptolemeu foi chamada "Maisolos" pelos romanos, que a conheciam como centro de produção de têxteis, sobretudo a musselina. A cidade viveu um período próspero após o século XIV devido aos mercadores árabes. A antiga cidade portuária serviu de assentamento para comerciantes europeus a partir do século XVI e foi um importante porto comercial para portugueses, britânicos, neerlandeses e franceses no século XVII. Foi ocupada pelos portugueses entre 1598 e 1610, sendo depois abandonada. Os ingleses estabeleceram-se na cidade em 1611.